# Península de Iveragh
La península de Iveragh (del inglés: Iveragh Peninsula); en irlandés: Uíbh Ráthach es la mayor península de Irlanda. Está situada en el condado de Kerry (Irlanda) y su centro está constituido por una cadena montañosa conocida como Macgillycuddy's Reeks, en la que se encuentra el Carrauntoohil, (1039 m), el monte más alto de Irlanda.
En la península de Iveragh hay numerosas localidades habitadas, entre las que se encuentran Killorglin, Cahersiveen, Portmagee, Waterville, Caherdaniel, Sneem y Kenmare. Además, el Anillo de Kerry, un popular recorrido turístico, rodea la península desde Killarney, situado al este.
La isla de Valentia se sitúa en el extremo noroeste de la península, a la que está unida por un puente en la localidad de Portmagee, y por un ferry que va desde Renard Point, en tierra firme, a Knightstown, en la isla. Por su parte, las islas Skellig se encuentran a unos 12 km de la costa oeste, y son conocidas por su fauna, especialmente sus colonias de aves, y por albergar un antiguo monasterio cristiano.